# Joseph Hubert Hart
Joseph Hubert Hart (* 26. September 1931 in Kansas City, Missouri; † 23. August 2023 in Cheyenne, Wyoming) war ein US-amerikanischer Geistlicher und römisch-katholischer Bischof von Cheyenne.

## Leben
Joseph Hubert Hart besuchte von 1936 bis 1944 die St. Peter’s Grade School und von 1944 bis 1948 die Bishop Hogan High School in Kansas City. Anschließend studierte er Philosophie und Katholische Theologie am Rockhurst College in Kansas City und am Saint Meinrad Seminary College der Erzabtei St. Meinrad in Indiana. Am 1. Mai 1956 empfing er durch den Koadjutorbischof von Kansas City, John Cody, das Sakrament der Priesterweihe für das Bistum Kansas City.
Hart war nach der Priesterweihe zunächst als Pfarrvikar der Pfarreien Guardian Angels (1956–1962) und Visitation (1962–1966) in Kansas City tätig, bevor er 1964 stellvertretender Kanzler der Kurie des Bistums Kansas City-Saint Joseph wurde. Zudem wirkte er von 1966 bis 1968 als Pfarrvikar der Pfarrei St. Therese und von 1968 bis 1969 als Pfarrvikar der Pfarrei St. James in Kansas City. Ab 1969 war Hart Pfarrer der Pfarrei St. John Francis Regis in Kansas City. Daneben war er als Lehrer an der Bishop Lillis High School, an der Loretta Academy und an der St. Pius X School for Special Education tätig.
Papst Paul VI. ernannte ihn am 1. Juli 1976 zum Weihbischof in Cheyenne und zum Titularbischof von Thimida Regia. Der Bischof von Cheyenne, Hubert Michael Newell, spendete ihn am 31. August desselben Jahres in Cheyenne die Bischofsweihe; Mitkonsekratoren waren Charles Herman Helmsing, Bischof von Kansas City-Saint Joseph, und Michael Francis McAuliffe, Bischof von Jefferson City. Sein Wahlspruch Dominus pars („Der Herr ist mein Erbteil“) stammt aus Ps 16,5 . Als Weihbischof war Hart zusätzlich Generalvikar des Bistums Cheyenne und Pfarrer der Pfarrei St. Patrick in Casper.
Am 25. April 1978 bestellte ihn Paul VI. zum Bischof von Cheyenne. Die Amtseinführung erfolgte am 12. Juni desselben Jahres. In der US-amerikanischen Bischofskonferenz gehörte Hart zudem dem Verwaltungsrat und der Kommission für den priesterlichen Dienst und die priesterliche Lebensweise an. Darüber hinaus fungierte er sechs Jahre als Vorsitzender der Region XIII der Bischofskonferenz.
Papst Johannes Paul II. nahm am 26. September 2001 sein vorzeitiges Rücktrittsgesuch an. Hart starb im August 2023 im Alter von 91 Jahren.